# Galileo Regio
Galileo Regio velika je tamna površinska značajka na Jupiterovu mjesecu Ganimedu.
To je područje starog tamnog materijala koji je razbijen tektonizmom i sada je okružen mlađim, svjetlijim materijalom (kao što je Uruk Sulcus) koji je izvirao iz unutrašnjosti Ganimeda. Smatra se da je star oko 4 milijarde godina i da je pun kratera i palimpsesta, ali također ima jedinstvenu distribuciju brazdi i glatkog terena oko kojeg postoje kontroverze u vezi s uzrokom ili podrijetlom. Raspodjela glatkog terena na Galileo Regio sugerira da je drevna kora Ganimeda bila relativno tanka u ekvatorijalnom području i zadebljana prema polu u ovom području. Vremenski odnosi, morfologija i geometrija sustava brazdi ne podržavaju ideju nastanka uslijed udara ili plimnog stresa. Moguće, ali spekulativno, podrijetlo je izdizanje kore uzrokovano konvekcijskom stanicom nalik na perjanicu u fluidnom plaštu ispod tanke kore. Stratigrafski i morfološki odnosi među palimpsestima brazda i kratera sugeriraju da je morfologija palimpsesta uglavnom rezultat udara u geološki slabu koru, a ne viskoznog opuštanja.
Regio je na jugozapadu omeđen Uruk Sulcusom, koji se nalazi između njega i Marius Regia. Unutar samog Galileo Regia nalazi se palimpsest Memphis Facula, relikt udarnog kratera koji je spljošten na način karakterističan za neka tijela Sunčevog sustava s ledenom korom.